# 杨涉
杨涉（9世纪—10世纪），字文川，唐朝及其后继者后梁朝官员，在唐朝末代皇帝唐哀帝和后梁得到广泛承认的两位皇帝太祖（朱全忠）及其子朱瑱年间为宰相。

## 唐朝年间

### 家世及早期仕途
杨涉的生年不详，同州人氏，认隋朝将领杨素为祖。祖父杨遗直，濠州錄事參軍，曾客居苏州讲学，就此定居，杨涉的父亲杨严就在那里度过童年，最终在官至兵部侍郎判度支时于乾符五年（878年）去世。杨严的哥哥即杨涉的伯父杨收早先在唐僖宗年间为宰相，但最终因腐败被罢免并在流放中处决。杨严也因而遭贬，但当时已复职。杨涉至少有两个弟弟杨注和杨洞。
杨涉于乾符二年（875年）中进士。唐昭宗年间，他累迁吏部郎中、礼部侍郎、刑部侍郎。乾宁四年（897年）九月，改吏部侍郎。天祐初年（904年），转尚书左丞，权知当年贡举。同年，昭宗为大军阀宣武军节度使朱全忠所迫将都城从长安迁到洛阳，杨涉也随驾去洛阳。他为朱全忠实际控制皇帝和朝廷感到沮丧，却不敢离职。昭宗到洛阳后，他改任吏部尚书。

### 拜相
八月，朱全忠弑昭宗，改立其子唐哀帝。十月，杨涉作为皇帝即位行事官、左丞进封开国伯，加食邑四百户。二年（905年）前后转吏部侍郎。三月，朱全忠因宰相柳璨指称其同僚宰相裴枢、独孤损、崔远将不服朱全忠而进一步将三人罢相。张文蔚和杨涉被任为宰相以代其位，杨涉以金紫光禄大夫、守吏部侍郎、行尚书左丞、上柱国、弘农县开国伯、食邑七百户拜中书侍郎、集贤殿大学士、判户部事，散官勋封如故，皆授同中书门下平章事。杨涉为人温和恭谨，得知拜相，和家人一起哭泣，对儿子杨凝式说世道如此，自己陷于罗网不能离去，这项任命肯定会给杨凝式带来不幸。当时他的弟弟杨注已经是翰林学士、户部侍郎，为避嫌辞了翰林学士。五月，哀帝敕十月行郊礼，以张文蔚、杨涉分判祭器，但因朱全忠不满，预期的郊礼一再拖延。十二月，朱全忠以为柳璨、枢密使蒋玄晖与何太后图谋复唐，遂杀蒋玄晖，密令杀何太后，以哀帝名义以太后私通蒋玄晖事泄自杀令哀帝蒙羞为由取消郊礼，不久杀柳璨。
四年（907年）三月，哀帝准备禅位于朱全忠。在禅让仪式上，作为摄侍中的杨涉为押传国宝使。时任直史馆的杨凝式指出唐朝到这个地步，父亲作为宰相不可谓无过，且此仪式上杨涉将终结唐朝，虽可保富贵，但千载之后会有骂名，建议他辞职让他人去做此事，但杨涉怕殃及家族，不敢如此，数日神色不宁。四月，杨涉和册礼使张文蔚、御史大夫押金宝使薛贻矩率百官备法驾由洛阳乘辂车从上源驿前往朱全忠所在的宣武军军部大梁，以举行仪式。翰林学士押运国宝副使张策、薛贻矩、尚书左丞押金宝副使赵光逢依次奉宝升殿，朱全忠接受帝位，结束唐朝，建立了新的后梁朝，他就是太祖皇帝。他在元德殿设宴，举酒说自己称帝是群臣所推崇，杨涉、张文蔚惭惧俯伏无言，只是致谢。

## 后梁年间

### 太祖年间
杨涉在后梁朝仍任宰相，开平元年（907年）五月拜为门下侍郎、同平章事，直至二年（908年）四月被罢相改任右仆射。十一月，代替他的宰相之一张策致仕，他在左仆射任上再被拜为宰相，授同中书门下平章事。三年（909年）七月，奉命赴西都，准备孟秋时节祭祀太庙。九月，他再被罢相，只守本官左仆射。开平年间，他还在任兵部侍郎时权知贡举，但无所作为。乾化元年（911年）十一月，以留都文官左仆射身份与留守文武等匍匐东郊迎拜出巡归来的太祖皇帝。十二月，知礼部贡举。

### 朱瑱年间
杨涉后来一度重返相位，《旧五代史》（没有他的传）在太祖已死、其子朱瑱为帝时的贞明二年（916年）二月称他在右仆射、门下侍郎、平章事、诸道盐铁转运等使任上因屡次上表称病辞职而被罢相。七月，杨涉又在左仆射任上致仕为太子太傅，当时并无皇太子，这完全只是荣衔。这是杨涉在史书上最后的记载，他数年后卒，卒年不详。其子书法家杨凝式。

## 作品
- 《续皇王宝运录》十卷，韦昭度、杨涉撰。[26]

## 评价
- 《旧五代史》：梁室大臣，如敬翔、李振、杜晓、杨涉等，皆唐朝旧族，本当忠义立身，重侯累将，三百余年，一旦委质朱梁，其甚者赞成弑逆。[16]
- 《新五代史》：唐之亡也，贤人君子既与之共尽，其馀在者皆庸懦不肖、倾险狯猾、趋利卖国之徒也。不然，安能蒙耻忍辱于梁庭如此哉！……汉、唐之末，举其朝皆小人也，而其君子者何在哉！当汉之亡也，先以朋党禁锢天下贤人君子，而立其朝者，皆小人也，然后汉从而亡。及唐之亡也，又先以朋党尽杀朝廷之士，而其馀存者，皆庸懦不肖倾险之人也，然后唐从而亡。[1]